# Hyposemansis magnipunctata
Hyposemansis magnipunctata är en fjärilsart som beskrevs av Louis Beethoven Prout 1928. Hyposemansis magnipunctata ingår i släktet Hyposemansis och familjen nattflyn. Inga underarter finns listade i Catalogue of Life.